# Palaeomolis aksuensis
Palaeomolis aksuensis là một loài bướm đêm thuộc phân họ Arctiinae, họ Erebidae.